# 小野寺晃良
小野寺 晃良（おのでら あきら、1999年7月16日 - ）は、神奈川県出身の俳優、タレント、モデルである。芸能事務所スターダストプロモーション所属。

## 略歴
中学3年生の頃にツイキャスで顔出し配信をしていてフォロワーが5万人位いた。それがきっかけでイベント等に呼ばれるようになり、そこでスターダストプロモーションを紹介してもらい所属した。
2016年の臨床犯罪学者 火村英生の推理で俳優デビュー。
2016年電子書籍『週刊★小野寺晃良』が配信開始。
同年10月には『HiGH&LOW THE RED RAIN』に、EXILEのTAKAHIRO演じる雨宮雅貴の少年時代役で映画初出演を果たす。
2017年6月24日公開の映画『ひだまりが聴こえる』では、佐川太一役で主演に抜擢された。

## 出演作品

### テレビドラマ
- 臨床犯罪学者 火村英生の推理（2016年1月17日 - 3月20日、日本テレビ） - 謎の少年（坂亦清音） 役
- アキラとあきら（2017年7月9日 - 9月3日、WOWOW） - 階堂彬（中学時代）役
- アンナチュラル 第7話（2018年2月23日、TBS） - 小池颯太 役
- ○○な人の末路 第9話・第10話（2018年6月19日・26日、日本テレビ）
- 健康で文化的な最低限度の生活 第2話・第3話（2018年7月24日・31日、関西テレビ・フジテレビ） - 武 役
- dele 第6話（2018年8月31日、テレビ朝日） - 殿村知之 役
- 賭ケグルイ  Season2（2019年4月1日 - 4月29日、MBS / 2019年4月3日 - 5月1日、TBS） - 新渡戸九 役[4]
- 都立水商!〜令和〜（2019年5月6日 - 6月24日、MBS / 2019年5月8日 - 6月26日、TBS） - 村松隼人 役
- 不協和音 炎の刑事 VS 氷の検事（2020年3月15日、テレビ朝日） - 町田琉太 役[5]
- 年の差婚 (2020年12月15日 - 2021年2月10日、MBS・TBS） - 理音 役[6]
- ホリミヤ 第2話・第4話 - 最終話（2021年2月24日・3月10日 - 31日、MBS・TBS） - 仙石翔 役
- イチケイのカラス 第10話（2021年6月7日、フジテレビ） - 朝倉純 役[7]
- 金田一少年の事件簿 第5話（2022年5月29日、日本テレビ） - 鳴沢研太 役[8]
- 闇金ウシジマくん外伝 闇金サイハラさん（2022年9月20日 - 12月27日、MBS・TBS）[9]
- 駐在刑事 スペシャル2022（2022年10月7日、テレビ東京）
- ザ・トラベルナース 第7話（2022年12月1日、テレビ朝日） - 市川健大 役[10]
- Get Ready! 第3話（2023年1月22日、TBS） - 福本博武 役[11]
- 日本統一小樽編　(2023年2月11日、北海道文化放送) - 山本つとむ 役
- 猫カレ -少年を飼う-（2023年10月8日 - 12月24日、BSテレビ東京） - 有馬柊平 役[12]

- 愛のゲキジョー/愛の口喧嘩(2024年10月6日-テレビ東京) -足利隆志役
- ふったらどしゃぶり 第2話 (2025年1月16日、MBS)
- シンデレラ クロゼット 第7話・第8話(2025年7月1日-TBS)倉田悟役

### 配信ドラマ
- YouTubeドラマ企画 INDIEZ『主人公』（2019年9月2日 - 10月7日、YouTube） - 濱口大介 役[13]
- SPECサーガ黎明篇「Knockin’on 冷泉’s SPEC Door」～絶対預言者 冷泉俊明が守りたかった幸福の欠片～（2021年2月18日 - 、Paravi） - 桜田祥 役
- 賭ケグルイ双（2021年3月26日 - 、Amazon Prime Video） - 新渡戸九 役
- ギヴン（2021年7月17日 - 8月21日、FOD） - 吉田由紀 役[14]
- Naokiman HORROR SHOW「視線」（2023年8月19日配信予定、DMM TV）[15]
- ビリオン×スクール  (2024年9月13日、FODスピンオフ)別所朋成 役

### 映画
- HiGH&LOW THE RED RAIN（2016年10月8日、監督：山口雄大） - 雨宮雅貴（少年時代） 役
- ひるなかの流星（2017年3月24日、監督：新城毅彦） - 犬飼学 役[16]
- ひだまりが聴こえる（2017年6月24日、監督：上條大輔） - 主演・佐川太一 役[17]
- ラストレシピ〜麒麟の舌の記憶〜（2017年11月3日、監督：滝田洋二郎）[18] - 柳澤健（15歳時） 役
- 映画 賭ケグルイ（2019年5月3日、監督：英勉） - 新渡戸九 役[4]
  - 映画 賭ケグルイ 絶体絶命ロシアンルーレット（2021年6月1日）[19][20]
- 妖怪人間ベラ（2020年9月11日、監督：英勉）
- 望み（2020年10月9日、監督：堤幸彦） - 不良少年A 役

### 短編映画
- 息をするように（2021年9月18日、ブリッジヘッド） - キイタ 役[21]

### バラエティ番組
- 痛快TV スカッとジャパン（2018年8月13日、フジテレビ） - 高嶋翔吾 役
- 痛快TV スカッとジャパン（2018年12月17日、フジテレビ） - 秋川昂 役
- 痛快TV スカッとジャパン（2019年11月25日、フジテレビ）
- 痛快TV スカッとジャパン（2019年12月16日、フジテレビ）

### 舞台
- いいね!光源氏くん（2023年8月12日 - 19日、三越劇場） - カイン 役（長野凌大とWキャスト）[22]

### ミュージック・ ビデオ
- GReeeeN『ノスタルジア』（2019年4月17日）
- the shes gone『ムスクの香り』（2022年11月7日）

### 雑誌
- JUNON（2016年2月号・3月号）[1]
- TV LIFE（2016年3月号）[1]
- Audition Blue（2018年7月号）[1]

## 書籍
- 電子書籍「週刊★小野寺晃良」（2016年3月12日配信開始）[23]